# Nakane Kōtei
Nakane Kōtei est un nom japonais traditionnel ; le nom de famille (ou le nom d'école), Nakane, précède donc le prénom (ou le nom d'artiste).
Nakane Kōtei (中根 香亭), 27 mars 1839 – 20 janvier 1913, est un écrivain japonais de la fin de l'époque d'Edo et du début de l'ère Meiji. Il écrit sous le nom de plume Kōtei mais son véritable nom est Kiyoshi (淑). Deuxième fils de Sone Nao (曾根 直), il descend du clan Genji (甲斐源氏).

## Biographie
Né à Edo (江戸), Nakane est adopté et élevé par la maison Nakane (中根). Ses parents adoptifs le traitent comme un vrai fils et il les sert fidèlement. Nakane aime les arts martiaux japonais et lit beaucoup. Il n'a cependant pas enseignant officiel.

### Service militaire
Nakane sert le bakufu d'Edo au titre de kachi-metsuke (徒士目) (officier d'infanterie) puis est nommé commandant dans les derniers jours de l'époque d'Edo. Après la restauration de Meiji, Nakane suit Tokugawa Yoshinobu à Suruga (駿河, à présent préfecture de Shizuoka), et travaille à l'académie militaire de Numazu (沼津兵学校). 
En 1873, Nakane est appelé au Bureau du personnel militaire (陸軍参謀局) où il sert avec le grade de major. Au cours de l'hiver 1876, il contracte une maladie et devient incapable d'accomplir une quelconque activité physique pénible. Il démissionne alors de son poste et vit à Tokyo durant les cinq ou six années qui suivent. Il est finalement nommé sonin-hensankan (奏任編纂官), ou « service gouvernemental de compilation », au ministère de l'Éducation mais démissionne quelques années plus tard. La vie de Nakane dans les services publics est à présent terminée et il peut dorénavant se consacrer à ses activités littéraires.

### Littérature
Vers 1885, Nakane se voit offrir par l'éditeur Kinkōdō (金港堂) de travailler comme directeur de publication. De cette position, Nakane publie de nombreux romans écrits par une jeune génération d'auteurs tels que Futabatei Shimei (二葉 亭四迷) et Kōda Rohan (幸田 露伴).

### Décès
Après la mort de sa femme et son fils, Nakane croit que le destin essaie de détruire la lignée de ses familles et estime qu'il ne doit pas agir là contre. Il ne se remarie jamais, abandonne sa maison et erre de lieu en lieu. Dans ses derniers jours, il vit à Okotsu (興津) dans la préfecture de Shizuoka. Nakane meurt en 1913 à l'âge de 75 ans et ses cendres sont dispersées selon ses derniers vœux.

## Ouvrages notables
Nakane a écrit un excellent essai et de courtes biographies. Il n'est cependant pas bien connu aujourd'hui, même dans son pays natal, car il écrit en utilisant l'ancien style japonais de prose ou en chinois classique. Alors que Nakane n'est pas écrivain de profession, ses recherches historiques sont néanmoins habilement rédigées. S'intéressant à beaucoup de sujets et muni d'une large culture, les écrits de Nakane couvrent l'histoire du Japon et de la Chine, dont leurs littératures respectives. Mori Senzō (ja), expert en littérature japonaise ancienne, remarque que les œuvres de Nakane possèdent le caractère d'un noble samouraï.
Parmi les ouvrages les plus connus de Nakane figurent :
- Kōtei Gadan (香亭雅談), 1886
- Kōtei Zousou (香亭蔵草), 1913
- Kōtei Ibun (香亭遺文), 1916

## Source de la traduction
- (en) Cet article est partiellement ou en totalité issu de l’article de Wikipédia en anglais intitulé « Nakane Kōtei » (voir la liste des auteurs).